# Šport
Šport je igra ali dejavnost, izvedena v okviru javno določenih pravil, pri kateri sodeluje ena ali več oseb, pri tem pa tekmuje proti drugim igralcem/udeležencem. Različni motivi za ukvarjanje s športom in želja doseganja dobrih rezultatov sta glavni značilnosti športa.
Iz tega sledi, da je tekmovalno plavanje pred množico v dvorani šport, medtem ko je plavanje v morju ali bazenu samo zase le rekreacija.
Obstaja veliko vrst športov, skupno vsem pa je, da zahtevajo za udejstvovanje relativno veliko časa in denarja, če že ne kot udeležencu pa kot gledalcu.
Etimološka razlaga pojma izhaja iz latinskih besed »desport«, »disport« ali glagola »disportare«, kar pomeni prestaviti, odnesti proč. Dejstvo je, da so imeli Rimljani izven mestnega obzidja, na Marsovem polju, terene za vadbo gimnastike (Šugman, 1997).
Šele v 19. stoletju dobi šport dodatne pomene. Poleg prvotnih, zabave in razvedrila, začne dobivati še pomen tekmovalnosti in motorične aktivnosti. Dandanes večina opredelitev in definicij športa izpostavlja vzgojni, razvedrilni, tekmovalni in zdravstveno-preventivni vidik (Šugman, 1997).

## Definicija športa
Šport predstavlja velik del človeških interesov in dejavnosti. Zanj se odrekamo času, namenjenemu za počitek, kot je na primer branje časopisa ali gledanje televizije.
Praktično gledano lahko »šport« definiramo skozi vsakodnevno uporabo tega izraza. Funkcialno bi ga lahko definirali kot dejavnost z lastnostmi:
- vadba uporabne fizične aktivnosti rekreativno, ki ni nujno potreben v vsakdanjem življenju.
- odrejati se pravilom določenih za neko akivnost z željo po dosežkih na tem področju.
- dosežki so npr. izboljšati predhodno izmerjen/dosežen rezultat, svetovni rekord...
Primeri spretnosti, ki so postale športne panoge:
1. Gladiatorji v Rimu so se ubijali za zabavo (množic, ne njih samih), medtem ko bi naj s temi spretnostmi branili državo v vojnah.
2. Tekmovalno jadranje se je razvilo iz primarnega namena - transporta preko vode.
3. Tek na določeno dolžino, namesto da bi z njim preprosto ujeli bežeči avtobus.

V fizičnih športnih panogah so pomebne lastnosti moč, kondicija, hitrost in druge. Za nekatere športe je potrebna miselna moč, dober primer je šah.
Meja med športnimi panogami, igrami, razgibavanjem in igranjem ni trdno začtrana; igre opredelimo kot šport, ko v njih nastopajo še posebej izurjeni igralci, kar igro približa gledalcem. Še posebej je to vidno v modernih časih, ko je zelo pomemben vidik gledalcev (navijači in navijaške skupine...). Namen rekreacije je izboljšanje naših spretnosti ali sposobnosti in kot taka ima položaj predhodnosti pred ukvarjanjem s športom (to ni nujno).
Rajko Šugman v svojem delu Zgodovina slovenskega in svetovnega športa poda dvajset definicij športa, vse z namenom, da izpostavi težavnost takega početja. Po naštevanju zaključi, da lahko ugotovimo, da je šport družbeni pojav, ki se spreminja glede na družbene potrebe in z njim se spreminjata tudi njegov pomen in potrebe. (Šugman, 1997).
Podobno poskuša šport definirati Silvo Kristan v svojem delu Športoslovje na Slovenskem danes (Kristan, Jošt in Horvat, 2000). Sicer ne z namenom, da bi izpostavil težavnost takega početja, a se njegove definicije izkažejo za težavne. Najprej Kristan (2000, str. 31) poda opisno definicijo:
»Šport je prostovoljna prostočasna gibalna tekmovalna in netekmovalna dejavnost, ki se je človek udeležuje iz gibalnih nagibov in katere glavni namen e razvedriti in hkrati povečati ali ohraniti človekove telesne zmogljivosti (bodisi zaradi uravnovešenega biopsihosocialnega razvoja in stanja, boljših gibalnih dosežkov ali dejavnega počitka in obnove moči). Izraz tekmovanje je treba razumeti v najširšem pomenu te besede: kot tekmovanje s samim seboj, tekmovanje z drugimi in tekmovanje z naravo. K tako opredeljeni gibalni dejavnosti je treba šteti vse procese, pojave in odnose, ki se vežejo na takšno gibalno dejavnost. Če takšen razširjen sklop pojavov, procesov in odnosov ustreza splošno veljavnim aksiološkim merilom, govorimo tudi o športni kulturi.«
Naloga definicije je zavesti vse pojave na splošno načelo. Tradicionalna aristotelovska razlaga, imenovana tudi klasična leksikografska ali analitična razlaga je sestavljena iz dveh delov: nadpomenke ali bližnjega roda (genus proximum) in ene ali več razločevalnih lastnosti (differentia specifica) (Ministrstvo za kulturo). Taka definicija nam tega ne poda. Iz nje pa celo izpadejo poklicni športniki in športnice, kateri ne izvajajo športa kot prostočasno dejavnost. Nato Kristan (2000, str. 33) poda naštevalno definicijo:
»Šport je področje družbene stvarnosti, kamor štejemo vse pojave, procese, odnose in namene na izsekih športne vzgoje, športnega razvedrila, elitnega tekmovalnega športa, invalidskega športa in zdravilnega oziroma rehabilitacijskega športa.«
Tako ponudi več različic športa, razločevalnih lastnosti, ki bi šport razlikovalo od nešporta pa ne dobimo. Nazadnje Kristan (2000, str. 33) doda še, kot ji sam pravi, bistveno definicijo:
»Šport je gibalna dejavnost, katere temeljni namen je povečanje ali ohranjanje človekove telesne zmogljivosti in hkrati ohranjanje njegovega biopsihosocialnega ravnovesja.«
S to definicijo Kristan poda nadpomenko (gibalna dejavnost) ter dve karakteristiki športa, torej telesno zmogljivost in homeostazo, ki pa se lahko izključujeta. Ne samo v vrhunskem športu, vse pogosteje tudi v amaterskem. Vsako ukvarjanje s športom, ki ne povečuje telesne zmogljivosti ali ne ohranja ravnovseja po tej definiciji, ni šport? Definiranje ni nekoristno in lahko prispeva k spoznanju resnice. V znanosti je potrebno za določanje področja s katerim se znanost ukvarja, a, kot ugotavlja že Šugman, je tako početje nepopolno in tudi izključujoče.

### Družinska podobnost
Najbolj splošno vsebinsko izhodišče nam ponudi Ludwig Wittgenstein, ki na primeru igre dokazuje, da za mnoge pojme ne moremo najti nujnih in zadostnih pogojev. Iskanje klasične aristotelovske definicije naj bi bilo v takih primerih jalovo početje. Način, da se rešimo iz tega labirinta, poda z idejo družinske podobnosti, ki jo je pojasnil v svojem posthumno izdanem delu Filozofske raziskave. Vsi imamo jasno predstavo o tem, kaj igre so: lahko podamo primere, primerjamo različne igre, se odločamo o dvomljivih primerih itd. Težava se pojavi, ko se poskušamo dokopati še dlje, da bi poiskali nek bistveni pomen. Tak skupni imenovalec ne obstaja. Ne obstaja nobena skrita lastnost, ki bi jo delile vse igre. Na kratko, ne obstaja skrita globina oz. pomen. Pri tako tekočem in dinamičnem terminu, naše razumevanje pojma ni nič več kot zmožnost, da ga primerno uporabimo v širokem naboru kontekstov (Wittgenstein, 2014).

### Institucionalna definicija
Drugo, sicer vplivno, vendar zelo neinformativno izhodišče, nam ponudi institucionalna definicija. Slednjo je najlažje artikulirati na primeru. Pred leti je slovensko javnost razburil ultramaratonski rečni plavalec Martin Strel. Mnogi so bili mnenja, da bi moral biti za svoje podvige nagrajen z nazivom športnik leta. Preplaval je Amazonko in Mississipi. Za čas priprav na plavanje po Mississippiju je bil zaposlen v slovenski vojski in to v športni četi, ki je po zakonu namenjena le vrhunskim športnikom (Kreft, 2012).
Čez noč se je tok obrnil in Martina Strela je odneslo iz hrama športa. Glavni pobudnik preverjaja njegove športnosti je bil športni dnevnik Ekipa. Športni menedžer Tone Vogrinec pa je javno zahteval ločitev športa od ekstremnih dosežkov, saj je menil, da to kar počne Martin Strel nima zveze z športom. Martinov cilj je dokazovanje biopsihosocialnega razvoja v najbolj ekstremnih okoliščinah. Njegovi dosežki so vpisani v Guinnessovo knjigo rekordov. Ima svoje lastno plavalno društvo Martin's Club. A čeprav deluje v ekstremnih okoliščinah, kot alpinisti in jamarji, in čeprav postavlja rekorde ter ima svoje društvo; to ni športno društvo, rekordi niso športni rekordi, sam pa ni ekstremni športnik, temveč zgolj ekstremist. Problem je, da Martin ne deluje znotraj športnih ali panožnih zvez. Ni ga na spisku institucij, ki določajo šport. Predvsem pa deluje na način svobodnega umetnika oz. boema, ki sam določa cilje in pravila. Navkljub akademski in znanstveni podlagi, nima institucionalne, zato je športnik le na ravni Wittgensteinove družinske podobnosti (Kreft, 2012).
Institucionalne definicije športa pa ne smemo enačiti z istitucionalno definicijo umetnosti. Čeprav med obema obstajajo podobnosti, sicer jih med sabo ne bi primerjali. V umetnosti status umetniškega dela podeljuje umetniški svet (Dickie, 1997). Pri športu pa ne gre za športni svet, ampak za institucijo. Ta z zakoni, uradno odloča o tem kaj je šport in kaj ni šport. Pri tem lahko izdajo tudi žigosana potrdila (Kreft, 2012). 
Vendar je naštevanje športov s seznama zelo neinformativno. Radi bi vedeli zakaj so nekatere discipline športi in druge ne. O tem nas seznam športov ne obvesti. Po drugi strani športne institucije niso ustvarile niti ene same športne discipline, saj se športi vedno rojevajo na območjih brez ustanov in pravil in šele s časom postanejo del institucije, v kateri lahko deluje športniki in športnice nekaj let. Športni funkcionarji in menedžerji pa celo do smrti (Kreft, 2012).

### Igra, igranje, šport
Odgovor na Wittgensteinovo družinsko podobnost poskuša podati Bernard Suits, ki meni, da se je Wittgenstein prehitro vdal in ni sledil svojim lastnim nasvetom, da mora vsak najprej pogledati in se prepričati, ali skupnih lastnosti res ni mogoče poiskati. Zato s pomočjo Cantorjeve torije množic poda odnos med športom, igro in igranjem. Problema ne reši v celoti, vendar pa pokaže, da z uporabo logičnega orodja lahko naredimo diskusijo bolj pregledno od Wittgensteinove družinske podobnosti in bolj informativno od institucionalne definicije (Markič, 2009).
| 6 |

| 2 |

| 5 |

| 4 |

| 7 |

| 3 |

| 1 |

| Slika 1: Odnos med igro, igranjem in športom |

(1) Obstaja x, tako da x je igranje, a ni igra in ni šport (primitivno igranje).
(2) Obstaja x, tako da x je igranje in igra, a ni šport (sofisticirana igra).
(3) Obstaja x, tako da x je igra, a ni igranje in ni šport (profesionalne igre, npr. šah).
(4) Obstaja x, tako da x je igranje in šport, a ni igra (amaterske športne predstave, npr. ples).
(5) Obstaja x, tako da je x igranje, igra in šport (amaterske športne igre, npr. amaterska košarka).
(6) Obstaja x, tako da x je igra in šport, a ni igranje (profesionalne športne igre, npr. profesionalna košarka).
(7) Obstaja x, tako da x je šport, a ni igranje in ni igra (profesionalne športne predstave, npr. profesionalno umetnostno kotalkanje).
Zanimivo, da koncept igranja razumejo tudi psi. Dejavnost, ki je v našem preseku množic med igranjem, igro in športom označena s številko 1. Torej, je igranje, a ni ne igra, ne šport. Možgani psov so desetkrat manjši od človeških. Umski razvoj psov je na ravni triletnega otroka. A ko razmišljamo o psih, se pogosto zanašamo na antropomorfizme. Psi namreč razmišljajo in dojemajo svet drugače od človeka. Med igro izgledajo kot bi bili ob pamet. Ravsajo se, slinijo, grizejo, preganjajo, kotalijo. Na daleč izgleda kot, da so sredi spopada ali parjenja. Igranje ne kaže predvidljivih vzorcev. A ravno ta naključnost kaže, da se igrajo drug z drugim. Seveda so si med seboj zelo različni. Eni bolj pametni in razmišljujoči, drugi bolj veliki, hitri, močni, brezglavi in brez zadržkov. V igri so neverjetno agilni, hitri, močni, natančni in koordinirani, da je pravzaprav neverjetno, da ne dobijo več poškodb. Raziskave kažejo, da se nasilje razvije v manj kot polovici primerov. Odgovore gre iskati v njihovi empatiji, poštenosti in zaupanju. Psi so sposobni s telesno govorico zelo dobro sporočati, da se imajo namen igrati. To kažejo tako, da mahajo z repom, se priklanjajo s prstnim košem vse do tleh, iztegujejo tace, se podrgnejo po smrčku. Vse z namenom, da pokažejo željo po igri ali da priznajo napako v igri. Psi zelo dobro vedo, da morajo ravnati pošteno, da bi se lahko igrali. Večji, močnejši in dominantnejši psi se morajo zadrževati. To storijo z menjavo vlog. Zamenjavi vlog smo priča, ko dominanta žival napravi v igri nekaj, kar v spopadu ne bi nikoli storila. Dominanten pes se v igri prevrne na hrbet in s tem poskrbi za igrivost (Coren, 2017).
Razmišljanje o igri in igranju nam skozi vizualno umetnost poda Matjaž Ivanišin v filmu Playing men. Dokumentarec raziskuje mediteranske igre, ki jih igrajo moški, zato sam režiser pravi, da je to posvetilo ženskam. V začetku filma glas poda vodilo za raziskovanje igre. Pove, da moraš mižati in nato moraš pasti »globoko v samega sebe, do dna svojega brezna, in če se ne razbiješ na tisoče koščkov, če ostaneš cel, in cel vstaneš, šele nato lahko igraš.« Torej igra že ima pravila, ki zahtevajo »igrati zelo zares, hkrati pa še vedno samo igrati« (Oberstar & Jerman, 2017). Te dejavnosti so v našem preseku množic med igranjem, igro in športom označene s številkami 2, 3 in 4. Režiser na humoren način predstavi siciljanski maiorchino, turški kirkpinar in v Istri, Dalmaciji ter vzhodni Italiji priljubljeno moro. Ko v filmu nastopi starosta slovenske filmske kritike Jože Dolmark, se ta prelomi. Od tradicionalnih mediteranskih iger preide k športu. K Dejavnostima, ki sta v našem preseku množic med igranjem, igro in športom označeni s številkama 5 in 6. Natančneje tenisu. Trpki Peter Musevski se nostalgično spominja Ivaniševićeve zmage leta 2001 v Wimbledonu. Bil je tako imenovani underdog. Oseba, ki se ji ne pripisuje možnosti za zmago, a na koncu premaga izrazitega favorita. Njegova zmaga je bila presenečenje. Še posebej zato, ker je zaigral na povabilo organizatorjev, saj je v tistem letu zasedal komaj 125. mesto na teniški lestvici. Prikaz veličastnega sprejema v Splitu pospremi Mozartova Lacrimosa. Tako v zaključku filma gledalcu ne uide estetska funkcija športa (Ivanišin, 2017).

## Estetika
Šport ne pripada samo športnikom, ampak tudi gledalcem, ki športnike spodbujajo in bodrijo. Pri tem tudi sami uživajo in izražajo povsem zasebno subjektivno občutje. S tem ostaja v domeni okusa, ki upravičeno pričakuje soglasje in se sklicuje na skupnostni čut vseh ljudi (Kreft, 2013). Lahko bi rekli, da je to oblika emotivizma, pri kateri gledalci izražajo svoj čustveni odziv z odobravanjem (»Hura!« za pošteno igro) in neodobravanjem (»Fuj!« za goljufanje) (Dupre, 2014).

### Razlikovanje med športom, umetnostjo in estetiko
Že v antični Grčiji so bila tekmovanja v pesništvu, dramatiki, retoriki, celo slikarstvu; zato je De Coubertin videl umetnost kot del svojega olimpijskega gibanja. Na olimpijskih igrah v letih od 1912 do 1948 so na njegovo pobudo umetniki tekmovali v osmih različnih disciplinah: arhitekturi, dramski umetnosti, koreografiji, dekoraciji, pisani besedi, glasbi, slikarstvu in kiparstvu. De Coubertin je upal, da bo lepota športa prepričala umetnike k udeležbi na igrah. Vendar jih ni. Celo najbolj organiziranim tekmovanjem, kot so bile olimpijske igre leta 1936, ni uspelo pritegniti umetnikov (Girginov, 2007).
Ključna razlika med športom in umetnostjo je v vključevanju pomenov. Umetnost je definirana tudi z vključevanje moralnih, socialnih, političnih in čustvenih pomenov, s katerimi šport ni. Skozi samo umetnostno delo lahko zaznamo avtorjevo družbeno kritiko. Nekatera dela so ustvarjena prav s tem namenom, medtem ko športna predstava ne podaja družbene kritike (Girginov, 2007). Welsch je pri izpeljavi takih trditev bolj oprezen. Meni, da je šport podoben sodobni umetnosti. Upravičeno ga lahko dojemamo tudi kot umetnost (Welsch, 1999). Vendar je na tej točki razprave že jasno, da bomo v končni fazi trčili ob Wittgensteinovo družinsko podobnost (Wittgenstein, 2014). Trditev, da je šport umetnost, je v nasprotju s stališči filozofije športa (Kreft, 2013).
Do prepričanj, da je šport umetnost pride s prehitrim sklepanjem in enačenjem umetnosti in estetike. Estetika je nastala iz grške besede za čutnost in zaznavo, da bi postala nova filozofska disciplina, katere zanimanje je čutna zaznava, lepota in umetnost. Skozi zgodovino pa se je izraz »estetski« začel uporabljati tudi izven umetnosti in domene lepega ter označeval tudi gnus in grdost. S tem je estetika zdrsnila na celostno območje čutnosti in zaznave. S tem ko določeno stvar zaznamo kot estetsko, še ne pomeni, da je že umetnost (Kreft, 2013). David Best (1988) na primeru sončnega vzhoda poda razliko med umetnostjo in estetiko. Ko gledamo sončni vzhod lahko doživimo estetsko ugodje, se počutimo lepo in tudi zaznamo ta naravni pojav kot nekaj lepega. Še zdaleč pa ne moramo trditi, da je sončni vzhod umetnost, ali celo, da je narava umetnik. Podobno lahko rečemo za šport. Samo zato, ker je estetski, še ne pomeni, da je umetnost.

### Estetska funkcija v športu
Če raziskujemo šport z estetskega vidika, ne moremo mimo njegovega gibala. To gibalo je volja usmerjena k namenu, h gibanju. To pa ni gibanje, h kateremu se zaženemo z vso silo, ampak je nekaj, kar hoče naša volja doseči z dostojanstvom. Gre za gibanje, ki sporoča mnogo več kot le ekonomični izračun uporabe energije (Kreft, 2012).
Če hoče estetika pojasniti svojo funkcijo, se mora vprašanja lotiti s sociološkega vidika. Ta funkcija se ne pojavlja kot nekaj objektivnega, ki bi pripadala stvarem samim, ampak je odvisna od okoliščin, kulture in zgodovine. Torej je njena funkcija relativna oz. jo moramo jemati v ustreznem kontekstu. Estetska funkcija obrača pozornost s praktične obrnjenosti k svetu in stvarem na govorico sveta ter način, kako je ta reprezentiran v naših čutih in govorici. Neposredno je povezana s privlačnostjo in odbojnostjo (Kreft, 2013).
Lev Kreft v delu Levi horog predpostavlja, da so najmočnejši estetski učinki športa povezani z dramatičnostjo. Šport je dramatičen in dramatičnost je njegova najmočnejša estetska poteza. Šport je pridobil večjo popularnost od popularne umetnosti, zato ker je njegova estetska privlačnost zgrajena na temeljih polsprenevedanja. Športni igralci ne uprizarjajo besedila tako kot v gledališču, ampak vzamejo šport za res, ker je to pogoj za njihov užitek in užitek vseh ostalih. Razlika je predvsem v tem, da se športnki igrajo; ne pa igrajo. Vsak dramski vložek v športni tekmi (npr. igranje prekrška na športni tekmi) lahko gledalca zmoti. Nasprotno je za gledalca v gledališču moteče, da igralec ne igra (npr. pozabi del prizora). Športnikova stalna odzivnost na situacijo brez vnaprej določenega teksta in izida, pušča gledalcu močan realističen občutek (Kreft, 2013). Best poda še drugo distinkcijo med gledališko igro in športom. Lik in oseba sta pri šporu eno in isto, medtem ko je pri drami, dramatis personæ, maska, ki si jo oseba nadane, za potrebo igre (Best, 1988). Estetska privlačnost prave tragedije »v živo« je boljša od vsake imitacije (Osipovich, 2006). 
Tudi na najbolj subtilni ravni se ta konflikt, ki povzroča dramatičnost, kaže kot nasprotje med lahkotnostjo in napetostjo. Lahkotnost v izvedbi nečesa, kar terja velik napor. Tega užitka, te volje, se ne da skriti niti v najbolj mehaničnih kvantitativnih razlagah. Še več, vsako gibanje predstavlja tudi čustvo in izraz, ki je precej več kot »poteza iz geometrije, ki jo izpelje« (Kreft, 2012).
Vrhunski šport zagotovo sledi zahtevam estetike. Na tehnološki ravni se dramatičnost kot estetska poteza, za primer, pokaže pri nogometu. Razvoj nogometne žoge je s pomočjo nove tehnologije šel v to smer, da se izdeluje žoge z več plastmi in sintetičnimi materiali. Vse v smeri, da je žoga bolj hitra, nepredvidljiva in za vratarja neugodna. Tako postane igra bolj dinamična in gledljiva. S podobno težavo so se spoprijeli tenisači. Z novo tehnologijo in sintetičnimi vlakni ter večjim loparjem je igra postala prehitra. Preveč je bilo dobljenih setov na servisu in premalo same igre. Sam tenis pa je postal dolgočasen in negledljiv. Teniške avtoritete so morale prilagoditi žogico tako, da so jo naredile bolj počasno. Igra je ponovno postala bolj zanimiva z več izmenjavami. Podobno so morali omejiti težo kolesa v kolesarstvu, saj je z razvojem novih materialov postajalo kolo vse lažje. Uporaba tehnologije za analiziranje tekem nasprotnika je v športu postala nepogrešljiva. Danes predstavlja trenerju ključen pripomoček pri sestavi in optimizaciji treningov tako v ekipnih kot pri posameznih športih. Spet druge tehnološke inovacije so šle v smeri večje varnosti. Južnoafriško podjetje je razvilo električni transmitor, ki s šibkimi signali odganja morske pse. Tehnologija je uporabna za surferje in potapljače. Potapljači so posvojili še druge pametne naprave, s katerimi lahko nadzorujejo kisik. Tehnološke inovacije v športu niso več nič novega. Vse inovacije pa delajo šport napet in dramatičen; igro in igranje zanimivo in zabavno. (Cashmore, 2005).
V eseju Smrtni sovražniki športa Brecht poda ugovor modernemu športu: obstajata dve vrsti sovražnikov športa. Eni so tisti, ki bi radi šport spremenili v higienično gibanje za zdrav duh v zdravem telesu. Drugi so tisti, ki bi radi šport obložili s pravili in ga premerili po dolgem in počez, ter s pomočjo znanstvene težnje po racionalizaciji in natančnem merjenju vsega mogočega. Brecht je bil mnenja, da lahko šport seže čez meje vzpostavljenega družbenega reda. Šport ni vzvišena moralna sankcija niti kulturna dobrina, ki je namenjena kultiviranju vsakdanjega življenja, temveč dramska situacija, podvržena totalnemu tveganju (Kreft, 2013). Šport bi lahko označili tudi kot otroško igro za odrasle. Je oblika simbolne igre, ki zahteva igranje vlog, preizkušanje medsebojnih odnosov; sam potek igre pa odraža usodo igralcev, strategije, zaplete, junaštvo. Gre za obliko odtujitve (oz. potujitve), ki šele skozi situacijo proizvede avtentičnega subjekta. Prek nje lahko posameznik spozna svoje kreposti, kot so pogum, spretnost, samopreseganje, sodelovanje in druge. Zdravje mora ostati pomembna vrednota terapevtske in rehabilitacijske aktivnosti, hkrati pa pri športu ne gre pozabiti na njegovo osrednjo estetsko vrednost, ki je povezana z dramatičnostjo in doživljanjem (Kroflič, 2012).
Zato bomo za konec podali primer, ki ga Lev Kreft opiše v svojem članku Graciozno gibanje. Ko je Beatrix Shuba začela s tekmovanji v umetnostnem drsanju na najvišji ravni, je bila najboljša v obveznem programu in v njem ostala nepremagljiva. V tistem času so sodniki in sodnice natančno premerjali izvedbo krivulj na ledu in jih tudi primerjali z vzorčnimi geometričnimi modeli. Precejšen del gibanja je bil definiran v skladu z geometrijskimi in fizikalnimi načeli gibanja. Torej, bil je velik poudarek v izvajanju šolskih likov. A Beatrix je vedno nazadovala v programu, ki je v ospredje postavljal umetniški vidik. Njene slabosti so bile vidne v skokih, v katerih ni bila tako dobra kot v likih. Predvsem pa je njeno gibanje delovalo trdo, brez gestikulacije. S pomočjo trenerjev, zdravnikov in vrhunskih krojačev, ki so poskrbeli za njeno brezhibno obleko, je le postala olimpijska prvakinja. Svetovna javnost in stroka sta ji medaljo privoščili, hkrati pa želeli, da se je umetnostno drsanje čim prej znebi in se začne razvijati v gracioznejši smeri. Čeprav je bila Beatrixe v celoti pri stvari in predana umetnostnemu drsanju, ni nikdar izgubila nadzora nad sabo in okoliščinami. Nikoli se ni odtujila in v celoti uživala v drsanju. Ko je pridrsala na led za prosti program, je imela poleg vseh krojaških dodatkov tudi ročno uro (Kreft, 2012).

## Zgodovina športa
Razvoj športa skozi zgodovino nam lahko pove veliko o socialnih spremembah in o naravi športa samega.
Zgodovina športa je del splošne zgodovine. Proučuje posebne oblike dejavnosti človeka skozi čas – skozi različna razvojna obdobja. Šport je star toliko, kot je stara igra človeka. Skozi različne razvojne faze pa se je dejavnost spreminjala in dopolnjevala: od najelementarnejših telesnih vaj do modernih športnih panog. To kaže, da so se zakonitosti športnih panog spreminjale predvsem od družbene biti (Šugman, 1997).
Človek je v preteklosti, torej na začetku svojega obstoja, ves svoj čas namenil izključno aktivnostim za preživetje. Proizvajalna sredstva in prosti čas sta bila elementa, ki sta pogojevala igro, z njo pa so povezane vse oblike dejavnosti, ki bi jim danes rekli šport (Šugman, 1997).
V Franciji, Afriki in Avstralji so odkrili veliko primerov poslikave jam, izvirajočih iz predzgodovinskih obdobij, ki prikazujejo razne rituale. Nekatere poslikave so stare tudi do 30,000 let. Čeprav za povezanost naslikanih aktvinosti s športom obstaja malo neposrednih dokazov, pa se zdi smiselno sklepati, da so že takrat obstajale športu podobne aktivnosti. 
V vzhodnih arhaičnih kulturah takratne dobe, kot so Indija, Kitajska in Japonska, so bile gimnastika in telesne vaje povezane s kastami. Na Kitajskem so okrog leta 2000 pr. n. št. poznali različne gimnastične vaje in dihalne vaje v zdravstvene namene, kot tudi različne zabavne igre: posebne boje z bambusovimi palicami, streljanje z lokom, rokoborba, stilizirane boje z mečem, neke vrste nogomet in badminton, turnirje s konji, ples. Kitajska je imela velik vpliv na sosednjo Japonsko. Japonska gimnastika je bila pod vplivom najmočnejše kaste – samurajev. Sistem je temeljil na sistematični telesni in moralni vzgoji. V japonski kulturi se je razvila posebna oblika športa, ki ga danes označujemo pod skupnim imenom borilne veščine. Poleg tega je bil močno razvit konjeniški šport in igre z žogo. Arheološka izkopavanja ob indijskih rekah pa pričajo o velikem pomenu plavanja v indijski kulturi. Med drugim so odkrili plavalni bazen in parno kopel. Najpomembnejša kasta tedanje dobe je bila kasta kaštrije, organizirana na vojaški način, a tudi druge kaste so imele sistem telesnih vaj za krepitev volje (Šugman, 1997).
Obstajajo predmeti, ki napeljujejo na to, da bi se z aktivnostmi, ki ustrezajo naši definiciji športa, lahko ukvarjali že na Kitajskem 4000 let pred našim štetjem. V kitajski zgodovini naj bi bila še posebej popularna gimnastika. V svetiščih se nahajajo dokazi, da so že prek nekaj tisoč leti bili razviti športi, kot so plavanje, ribarjenje, metanje kopja, skok v višino in rokoborba. Športi razviti v starodavni Perziji so bili tradicionalna Iračanska borbena veščina Zurkhaneh, kar se izkazalo za pomembno vojno prednost. Iz Perzije izvirata tudi polo in starodavni turnirji.
Na bližnjem vzhodu v dolinah Evfrata in Tigrisa so se menjale številne civilizacije. Asirci so na tem ozemlju razvili lov, plavanje, sabljanje, bojevanje z noži, rokoborbo, boks in podobne vojaške spretnosti. Perzijci so imeli sistematično telesno vzgojo mladeničev po petnajstem letu starosti z vzgojo v teku, jahanju, streljanjem z lokom, plesom. S tekom so celo prenašali pošto. Še bolj zahodna civilizacija, ki se je razvila ob reki Nil, Egipčani, so poznali oblike rokoborbe, boje s palicami, igre z žogo, posebne igre s kamenčki, ples (Šugman, 1997).
Risbe kretsko-mikenske kulture, stare približno 4000 let, prikazujejo različne vaje in orodja podobna današnjim telovadnim orodjem in vajam. Podobne risbe, le 1000 let mlajše, najdene v Grčiji, prikazujejo preskoke mladeničev preko bika (Šugman, 1997).
V času antične Grčije je bilo razvitih že zelo veliko športov. Najpogostejši so bili rokoborba, boks, metanje kopja in diska in kočijaške dirke. To napeljuje na to, da je grška vojna kultura zelo vplivala na razvoj športa v državi in obratno. Vsako leto so imeli olimpijske igre v majhni vasici imenovani Olimpiji. 
Antični šport je po zaslugi arheoloških najdb, kiparskih del in pisnih dokumentov ohranil svoj sloves vse do današnjih dni  (Šugman, 1997). 
Šparta je imela značilno vojaško vzgojo, predvsem za potrebe pokorščine množice helotov. Selekcijska vzgoja se je začela že ob rojstvu. V kolikor otrok, po oceni eforeja, ni bil fizično razvit, so ga vrgli s skale Tajget. Tisti, ki so dobili pozitivno oceno, so bili do sedmega leta pod nadzorom matere, od sedmega leta dalje pa je nadzor prevzela država, ki je maksimalno razvijala telesne sposobnosti mladeničev. Ukvarjali so se s tekom, metom diska in kopja, rokoborbo, oblikami boksa, plavanjem ter vojaškimi vajami (Šugman, 1997).
V Atenah je bila gimnastika na višji ravni, zlasti v šolah za mladeniče do 14. leta. Med prvine gimnastike so uvrščali tek, skoke, mete, rokoborbo, boks, plavanje in vaje z orožjem. Atenci so smatrali neukega človeka z besedami: »Ne zna ne brati ne plavati«. Najpomembnejša dejavnost Atencev je bilo čaščenje bogov. Manifestiralo se je v raznih športnih igrah, ki so z leti postale vse bolj tekmovalne. Najpomembnejše med njimi so bile panatenske v Atenah posvečene boginji Ateni (od leta 566 pr. n. št. vsake štiri leta). Bile so gospodarski, kulturni in politični dogodek (Šugman, 1997).
Po svojem bogastvu, sijaju in pomenu za prihodnji razvoj športa pa so bile najpomembnejše olimpijske igre. Bile so v naselju Olimpija v državi Elida. Sprva so bile igre lokalnega pomena. Ob koncu 7 st. pr. n. št so postale vsegrška prireditev, posvečena bogu Zevsu. Prirejali so jih vsaka štiri leta v juliju in avgustu po preteku 1417 dni. Bile so množična prireditev, ki so jo obiskali umetniki, govorniki, trgovci, filozofi, dramatiki, politiki, obrtniki, zabavljači, služinčad itn. Trajale so pet dni in so bile praznik miru in sprave med grškimi plemeni. Tekmovali so v atletiki: najpomembnejša disciplina je bil pentatlon (tek, skok v daljino, met diska, met kopja in rokoborba). Zmagovalec je prejel zlato palmo in venec svete oljke. V začetnih stoletjih so zmagovali Špartanci, vendar je že v 6. st. pr. n. št. prevlada prenehala. Po uvedbi konjski dirk je njihova moč dokončno upadla (Šugman, 1997).
Gimnastika v Rimu je bila izmed vseh antičnih gimnastik najbolj krvava. Tudi v Rimu je bil poudarek na vojaški vzgoji. Prirejali so gladiatorske igre, te pa so zahtevale ogromno sredstvev, ki so jih pridobili z vojnim plenjenjem. Poleg tega so organizirali tudi skupinske pohode, teke v vojaški opremi, sabljanje, rokoborska in boksarska tekmovanja, tekmovanja s konjskimi vpregami in spretnosti v jahanju. Zaradi bogatenja imperija je šport dobival vse bolj teatralno podobo. Bogati so želeli pridobiti revni sloj, zato so izvajali igre, na katerih so gledalcem delili tudi hrano. Od tod rek »panem et circensens« (»kruha in iger«). Za potrebe iger so gradili velike objekte in vodili igre z ljudmi (sužnji) in zvermi. Nasploh je gimnastika v Rimu zasledovala vojaško pripravljenost ljudi in zabavo manjšine. Sužnji pa so bili objekt izkoriščanja (Šugman, 1997).
Pod vplivom krščanstva je rimski cesar Teodozij leta 394 prepovedal prireditve, kar je pomenilo konec antičnih olimpijskih igre. Šport v srednjem veku je bil pod vplivom fevdalizma. Tako se je gimnastika tlačanov omejila na elementarna gibanja, kot so tek, hoja, skoki, met; vse brez organiziranega pristopa. Gimnastika fevdalcev pa je temeljila na vojaških in razvedrilnih elementih takratne družbe za grajskim obzidjem. Poznali so različne športne dejavnosti, kot so sabljanje, streljanje, veslanje, jahanje, lov, ribolov, ples, lokostrelstvo, plavanje. Oblik športnih manifestacij je bilo malo, najpomembnejši so bili viteški turnirji. Srednjeveško meščanstvo je, po tisočih letih, pod vplivom humanizma postopoma začelo oživljati antične oblike športa. Začeli so prirejati svoje igre in zabave. Poleg ekonomske moči, so pridobili večjo politično moč. Vsi misleci takratne dobe so prihajli iz vrst naprednega meščanstva in so posvečali veliko pozornost vzgoji. Borili so se proti delitvi umske in telesne vzgoje. Jan Amons Komenski je bil mnenja, da je krepitev zdravja in razvijanje telesnih moči otroka pogoj za njegov intelektualni razvoj. V Nemčiji in na Češkem so začeli gimnastiko obravnavati sistemsko. V Nemčiji se je razvilo turnerstvo, na Češkem sokolstvo. Nemški zakon iz leta 1867 je nalagal šolam obvezen pouk telovadbe (Šugman, 1997).
V srednjem in novem veku športne prakse niso bile vedno dostopne vsem družbenim skupinam. V Angliji je na primer med letoma 1388 in 1410 za služabnike in obrtnike veljala prepoved igranja nogometa in predhodnika tenisa. Kralj te iste države, Henrik VII., je leta 1545 sprejel odlok, v katerem je bilo igranje tenisa dovoljeno le plemičem in tistim posestnikom, ki zaslužijo 100 funtov na leto. Kasneje je ta odlok obveljal še za kegljanje. Pripadniki ostalih stanov so lahko pod nadzorom gospodarjev kegljali le za božič. Celo ragbi je v 19. stoletju veljal za šport angleškega višjega sloja. Delavski in nižji razred se je v istem času udejstvoval predvsem v kolektivnih športnih praks, kot je nogomet (Luthar, 2014).
V nekatere športe je bilo vključenih več družbenih skupin, a v njih niso sodelovale enakovredno. V konjskih dirkah je imel v lasti višji stan konje vredne milijone, za njih pa so po drugi strani skrbeli pripadniki nižjih stanov, ki so konjem čistili hleve in jih trenirali. V Ameriki je leta 1674, ko je ta še bila angleška kolonija, nek krojač tekmoval s konjem plemiča. Za tako potezo je bil kaznovan z globo. Podoben preplet slojev lahko zasledimo pri boksu. S tem, da so pri tem vloge rahlo zamenjane. Delavci so se v boksu, v krvi in znoju borili za izbrano oblečene in nadišavljene pripadnike višjega aristokratskega razreda. Za nekatera tekmovanja so bili postavljeni pogoji tekmovanja, ki so izključevali delavce. Tako so Johnu B. Kellyju, kasnejšemu olimpijskemu prvaku, prepovedali sodelovati v veslaškem tekmovanju Henley Regatta na Temzi. V definiciji tekmovanja je bilo pod peto točko zapisano, da na tekmovanju ne sme sodelovati mehanik, obrtnik ali delavec. John B. Kelly je svoje pripravništvo opravljal kot zidar (Luthar, 2014). Po drugi strani spolno razlikovanje v srednem veku ni bilo ključno. Razlikovanje se je omejevalo bolj na stanovsko pripadnost. Teniško igralko Margot de Hainaut leta 1427 omenjajo kot najboljšo na svojem področju. Bila je najboljša tenisačica tudi med moškimi igralci tenisa (Lutar, 2014).
Začetki kapitalizma sovpadajo z razvojem modernega športa v Angliji. Šport, na kakršnega gledamo danes, je začel dobivati svojo podobo v 19. st. Prej je pomenil zgolj zabavo in razvedrilo za plemiče in druge bogataše pri zapolnitvi njihovega prostega časa. Moderni šport se je razvil v Angliji, saj je pogojen s kapitalističnimi družbenimi odnosi. V športu je prišlo do povezovanja nekaterih »plemiških« disciplin (lov, jahanje, plavanje, sabljanje) z ljudskimi oblikami športa (tek, rokoborba, boks, veslanje). Postopoma se je začel uveljavljati profesionalen šport. Začela so nastajati tekmovanja v individualnih in kolektivnih športnih panogah. Med prvimi so bila tekmovanja v kriketu, nogometu, hokeju na travi, atletiki in veslanju (Šugman, 1997).
Konec 19. stoletja je ponovno oživela ideja o antičnih olimpijskih igrah. Podobne igre po antičnem vzoru so nekateri želeli organizirati že prej, a jim ni uspelo. Prvemu je uspelo baronu Pierru de Coubertinu leta 1894, ki je zasnoval olimpizem svoje dobe po načelih antičnih olimpijskih iger. Verjel je, da antična grška dediščina predstavlja jedro zahodne civilizacije in da je šport v svojih moralnih značilnostih v večji meri naslednik antičnega športa starih Grkov. V tem času se je de Coubertin, naslonil na tradicijo mednarodnih razstav in kongresov, ki so bili pomemben del evropskega in ameriškega kulturnega življenja. Ustanovil in financiral je mesečno revijo La Revue Athletique. Sprva je olimpijske igre načrtoval v Parizu, a se je pozneje strinjal z grškim prijateljem Vikelasom, naj igre povežejo z zgodovino in jih postavil v Atene. So pa naslednje bile v Parizu. Vikelas je tako postal predsednik olimpijskega komiteja za dve leti, do leta 1896, nato ga je De Coubertin nasledil do leta 1925. V letih pred svojo smrtjo De Coubertin romantično in nostalgično razmišljanja o nastanku olimpijskih iger v eseju Olimpija: »Iz tega ljubkega borovega gozdička, ki se vzpenja na hribu Kronos … je v mislih mogoče obnoviti dolge drevorede pokončnih dreves, ob katerih so nekoč hodili športniki in romarji, odposlanci in trgovci, ves ta promet in hrepenenja…« (v Girginov, 2007, str. 40), spraševal se je tudi o religioznem pomenu iger: »Atilas – sveta zemlja se takoj razvije kot religiozno središče, center čaščenja. Med tistimi ljudmi in v tistem času si ni mogoče zamisliti religije, ki ne bi temeljila na pozitivnih filozofskih zamislih.« (v Girginov, 2007, str. 40). Vseeno stanje v Grčiji, ob prireditvi prvih olimpijskih iger, ni bilo tako rožnato. Predsednik države, Tricoupis, ni bil navdušen nad idejo. Menil je, da se mora Grčija osredotočiti na socialne in ekonomske probleme, ne pa, da se skuša povezati s preteklo slavo. Opozicijska stranka in kraljeva družina, ki sta bili pod vplivom ideologije »helenizma«, sta bili igram naklonjeni. Financiranje so zagotovili s prodajo spominskih znamk in kovancev ter tujiimi donacijami. Soočili so se z organizacijskimi problemi in utišali Tricoupisa. Grki so olimpijske igre sprejeli izredno pozitivno. Njihov junak je bil Spiridon Louis, pastir iz vasice Amarousion. Med šestnajstimi tekači je vodstvo prevzel tri kilometre pred Panhelenskim stadionom. Pred 100 000 gledalci je ciljno črto prečkal kot prvi maratonec in s tem prispeval k edini grški zmagi na olimpijskih igrah ter raznoliki listi zmagovalcev, na kateri so bili večinoma predstavniki ležernega višjega sloja (Girginov, 2007).
Toda de Coubertain je imel večjo vizijo. Menil je, da ena lastovka še ne prinese pomladi. Za oživitev olimpijskih iger ne zadoščata ena ali dve prireditvi, ampak pol stoletja razvoja. Ni se motil, saj o naslednje olimpijske igre javnost ni bila dobro obveščena. Nekateri tekmovalci pa sploh niso vedeli, da tekmujejo. Šele olimpijske igre v Londonu so pripomogle k ponovnemu uspehu in boljši organizaciji (Girginov, 2007).
Na modernih olimpijskih igrah sta bila tenis in golf edina športa, v katerih so ženske leta 1900 sodelovale (Mednarodni olimpijski komite, 2018). Nasploh je bil De Coubertin, ustanovitelj olimpijskih iger, proti udeležbi žensk na njih. Po njegovem mnenju bi morala biti participacija žensk omejena na protokolarne obveznosti. Pri tem se je opiral na mnenje stroke, ki je trdila, da športne prakse škodijo ženskim reproduktivnim organom (Girginov, 2007). Leta 2012 v Londonu so ženske prvič v zgodovini olimpijskih iger nastopile v vseh športih kot moški. Na zimskih olimpijskih igrah leta 2014 pa v vseh športnih disciplinah kot moški. Na sploh imajo zimske igre v primerjavi s poletnimi olimpijskimi igrami višji odstotek ženske udeležbe skozi svojo zgodovino. Vendar pa ženski spol do danes ni dosegel ali presegel 50 % udeležbe na olimpijskih igrah (Mednarodni olimpijski komite, 2018). 
Nekatere civilizacije so poudarjale terapevtske učinke športa, druge vzgojne učinke, tretje so ga podredile vojski, četrte so ga imele za spektakel, pete so zahajale v askezo itd. Z različnim dojemanjem športa so se ustvarile tudi različne institucije, ki so šport vzele za svojega in ga spreminjale, dopolnjevale, urejale, izključevale ter omejevale, izvajale selekcijo in dopuščale sodelovanje le rezerviranim družbenim skupinam. Zgodovina nas uči tudi to, da se je šport vedno izvajal tudi izven institucij. Celo v njegovih najbolj temačnih srednjeveških časih, ko ga je najbolj vplivna institucija te dobe marginalizirala, se je šport izvajal in razvijal naprej v svoji anarhistični obliki. Skozi zgodovino športa lahko predvsem ugotovimo, da se pojem spreminja glede na družbene razmere (Šugman, 1997).
Od antike dalje so šport vedno bolj nadzorovali (s pravili) in organiziriali. Aktivnosti, ki so bile primarno potrebne za prehranjevanje in preživetje so s pravili vedno bolj spremenijali v užitek ali tekmovalnost (lov, ribarjenje...). Industrijska revolucija in množična produkcija dobrin sta v življenje množic prinesla prosti čas - posledica je več gledalcev in manj elitizma v športu, kar je omogočilo njegovo večjo dostopnost. Ta trend se nadaljuje z izumom množičnim medijev tudi v sodobnih časih. Prevladal je profesionalizem, ki pa je le še povečal popularnost športa.